# 格雷姆·马丁
格雷姆·马丁（英語：Graeme Martin，1949年3月11日—），澳大利亚男子帆船运动员。他曾代表澳大利亚参加2000年和2008年夏季残疾人奥林匹克运动会帆船比赛，获得一枚金牌和一枚铜牌。